# Crennes-sur-Fraubée

Crennes-sur-Fraubée este o comună în departamentul Mayenne, Franța. În 2009 avea o populație de 206 de locuitori.